# アーガイル森林公園

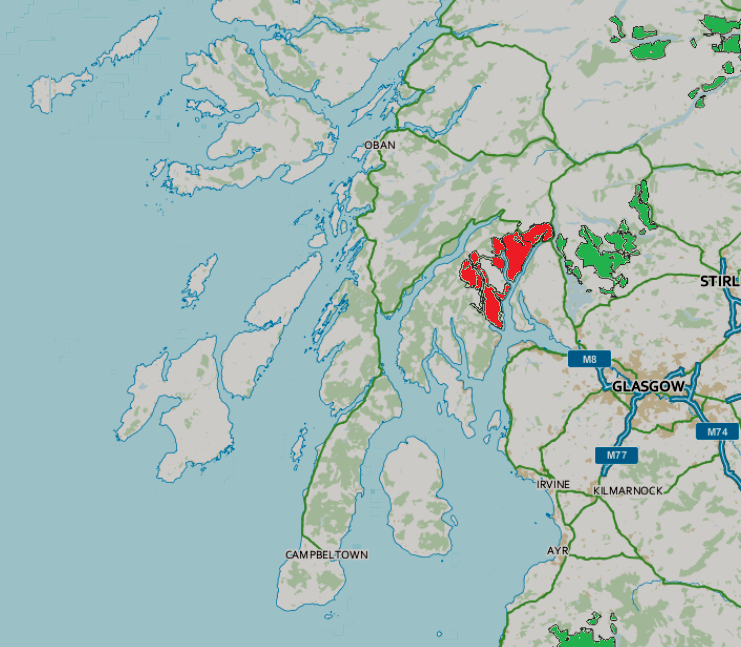
英国スコットランド西部にあるアーガイル森林公園の地図（赤）

アーガイル森林公園 (アーガイルしんりんこうえん、英語: Argyll Forest Park) は、英国スコットランドのハイランド地方、アーガイル・アンド・ビュートのコウワル半島（Cowal）にある森林公園である。1935年に設立され、英国で最初に作られた森林公園であった。この公園はフォレストリー＆ランド・スコットランド（Forestry and Land Scotland）によって管理されており、総面積は211平方キロメートルである[1]。
南のホーリー・ロッホから北のアロチャー・アルプスまで、公園には高い峰から淡水または海水の湖まで、さまざまな風景がある。
森林公園の多くは、2002 年に設立されたローモンド湖・トロサックス国立公園（Loch Lomond and The Trossachs National Park）の中にあるが、コウワル半島のコーララックとアーダインの森林は国立公園の境界から外れていても、森林公園内には含まれている。

## 写真集

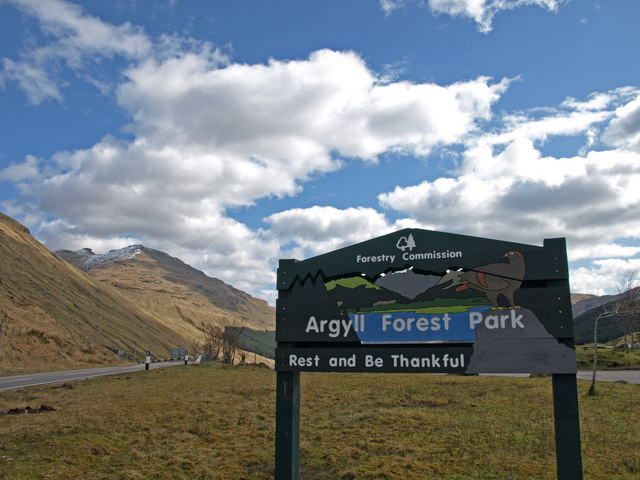
休息して感謝！
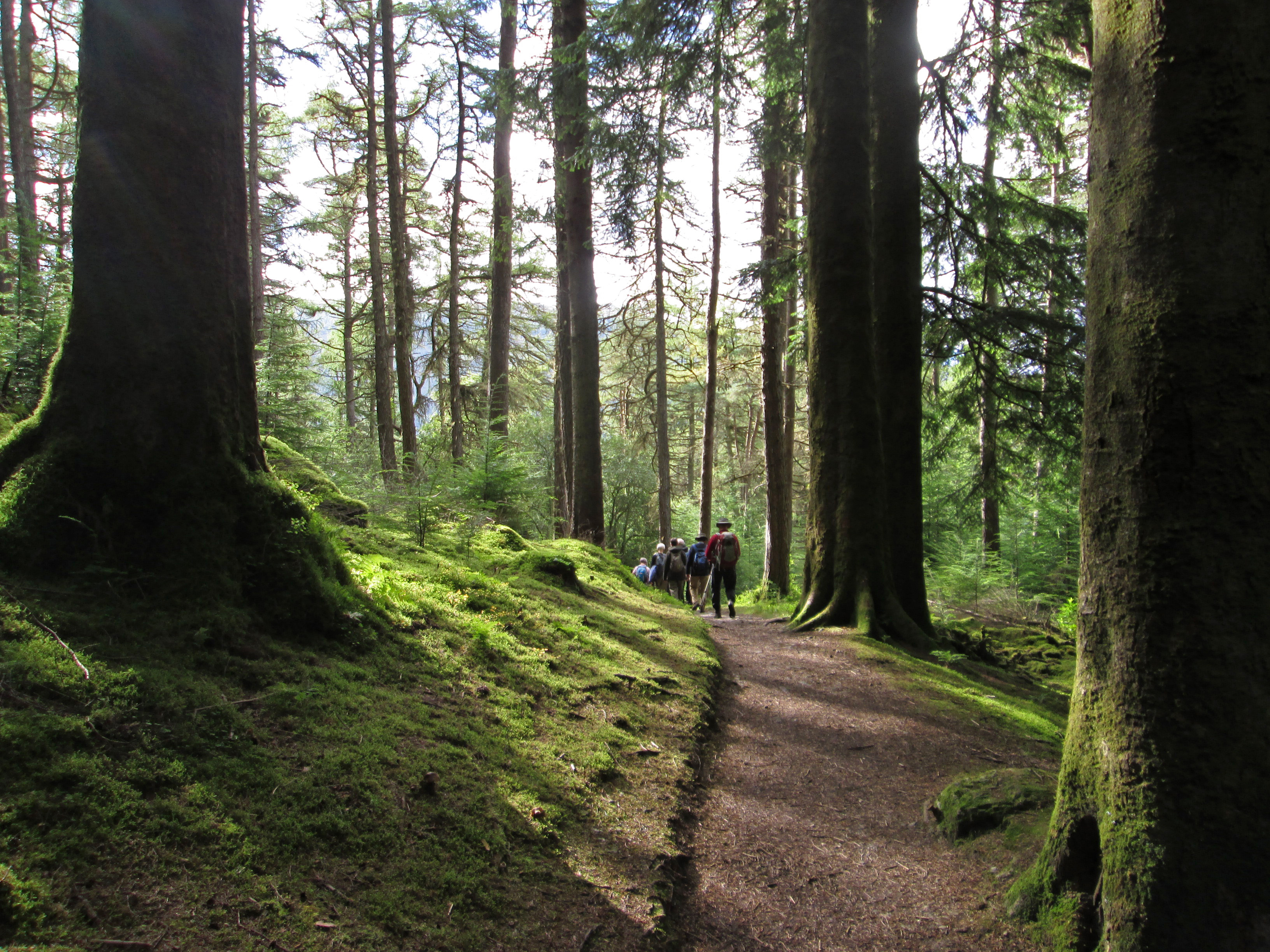
ベンモアの森
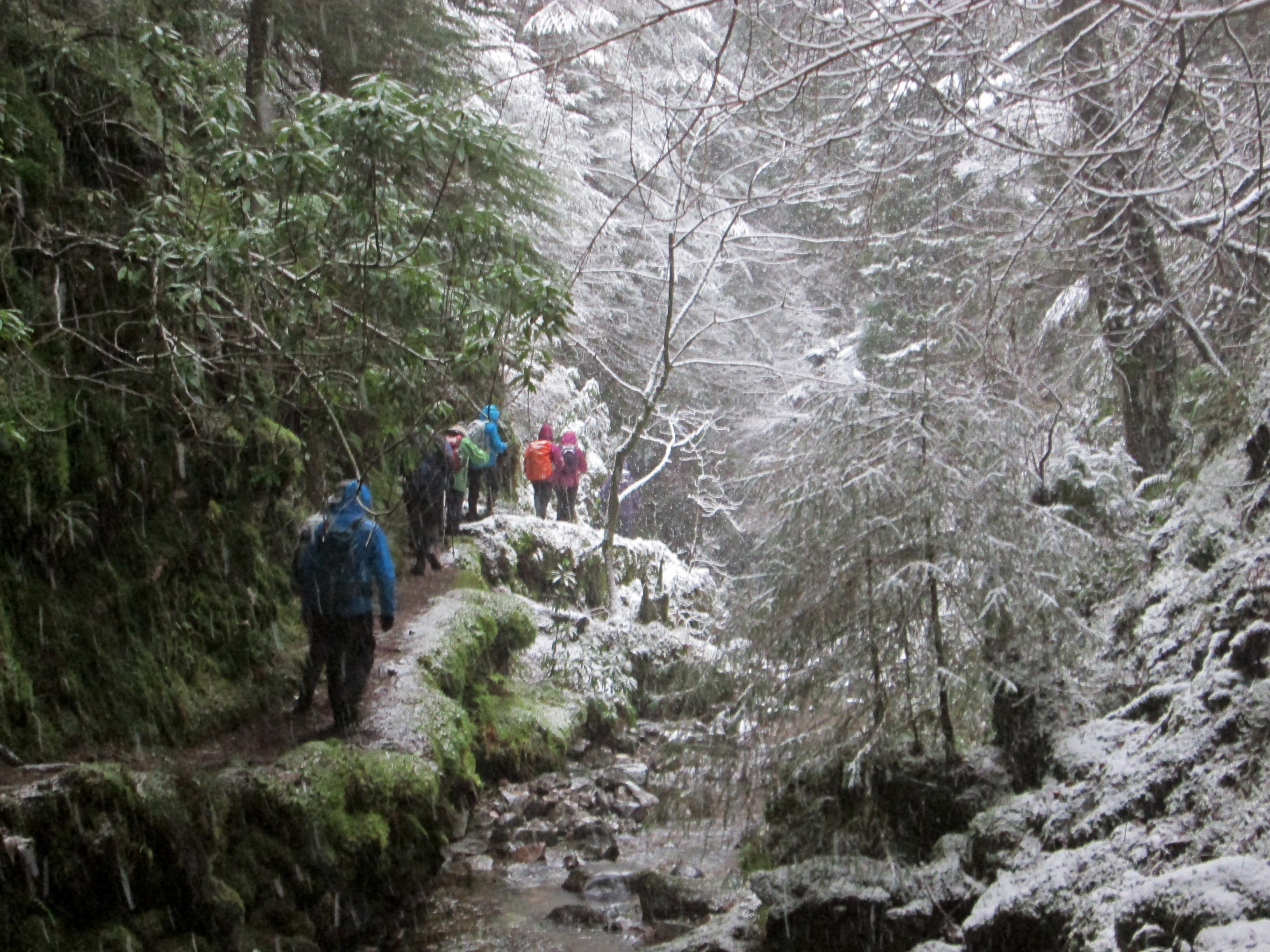
パックス・グレン渓谷の冬
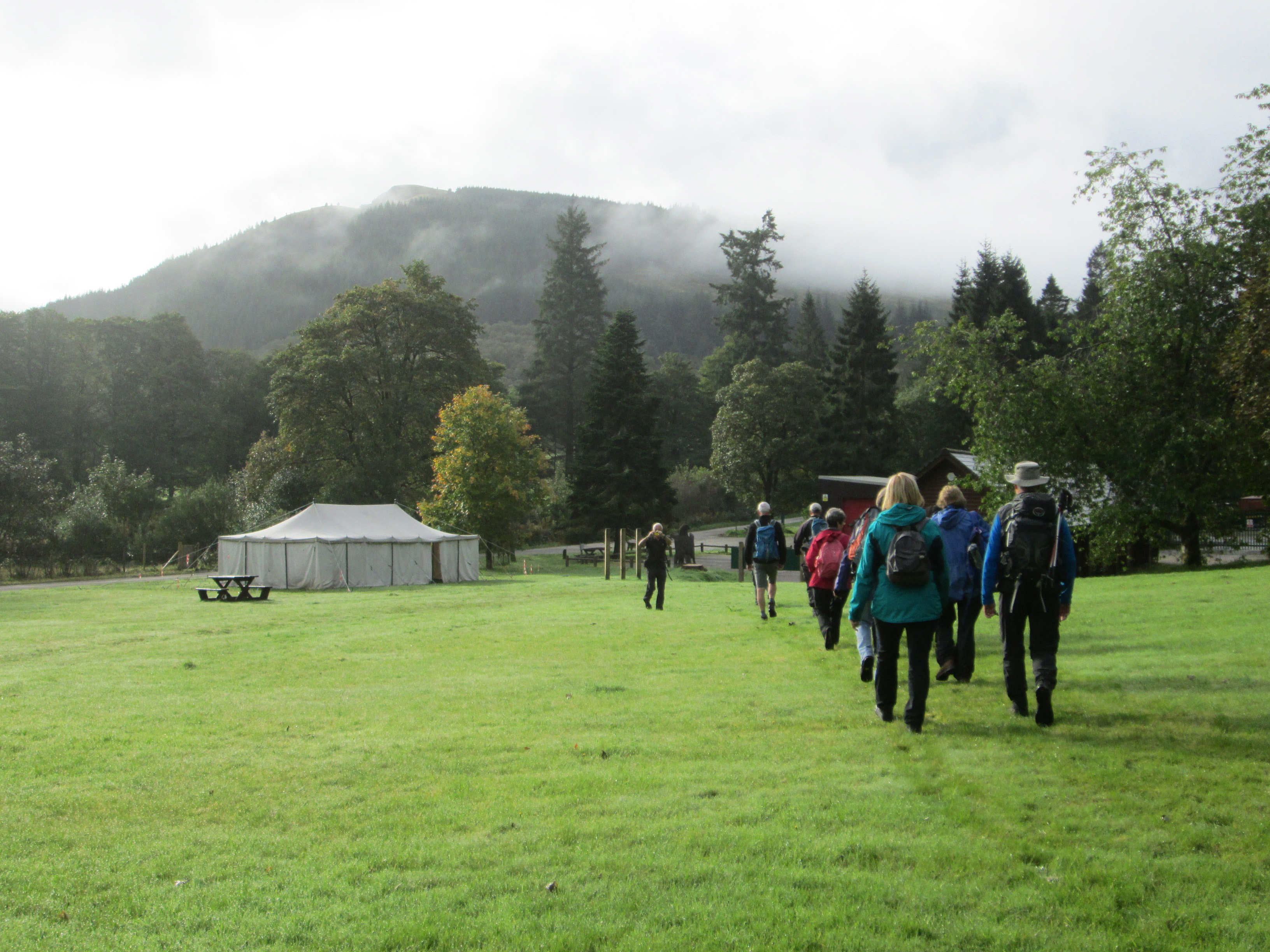
グレンブランター村

## ハイライト
フォレストリー＆ランド・スコットランド管理所は、次の場所でトレイルをハイライトしている。
- グレンブランター村（Glenbranter）、古代のオークが特徴の自転車道と散歩道
- パックス・グレン渓谷（Puck's Glen）、森の中の岩の多い渓谷を登る
- ベンモア、ベンモア植物園（Benmore Botanic Garden）周辺の森、巨木
- キルマン樹木園（Kilmun Arboretum）、森林林の樹種のコレクション
- アルデンティニー村（Ardentinny）、簡単なトレイルとビーチウォーク

## 参照項目
- イギリスの国立公園 (National parks of the United Kingdom)
- ハイランド地方
- アーガイル・アンド・ビュート
- ローモンド湖